# The Unguided
The Unguided is een melodieuze-deathmetalband, oorspronkelijk uit Falkenberg, Zweden. 

## Biografie
The Unguided is opgericht nadat zanger Richard Sjunnesson de band Sonic Syndicate verliet. Momenteel (2012) bestaat The Unguided uit de voormalige Sonic Syndicate-zangers Richard Sjunnesson en Roland Johansson. Ook maken Sjunnenssons broer, Roger Sjunnesson en voormalig Dead by April-bassist Henric Carlsson deel uit van de band. Johansson neemt, in tegenstelling tot zijn tijd in Sonic Syndicate, nu ook de gitaar voor zijn rekening. 

## Nightmareland (2011)
De leden van The Unguided waren in het begin van 2011 bezig om nummers op te nemen voor hun debuutalbum. Het debuutalbum werd in het vierde kwartaal van 2011 uitgebracht door platenmaatschappij Despotz Records. Sjunnesson onthulde op zijn blog dat er twee nummers werden uitgebracht, voordat de rest van het album uitgebracht werd, waarschijnlijk in januari. Op 9 januari vermeldde Sjunnesson op zijn blog dat de eerste single van The Unguided Nightmareland ging heten en hij liet de albumcover zien. Het uitbrengen van Nightmareland was enigszins vertraagd, de single werd nu verwacht in februari. De reden voor deze vertraging  was dat de single elders opgenomen ging worden, namelijk in Pärbly, Zweden, in de The Abyss-studio. Op 19 januari 2011 liet The Unguided weten dat ze Jonas Kjellgren (met wie ze onder de naam van Sonic Syndicate al eerder hadden samengewerkt) aangesteld hadden als producer. Ook lieten ze weten dat de twee nummers voor deze single "Green Eyed Demon" en "Pathfinder" gingen heten. Op 16 juni verscheen hun nieuwste single "Betrayer of the Code" op de website www.sixonesix.se waar tevens bekend werd gemaakt dat er nog een lange weg te gaan was voor de release van het debuutalbum. De releasedatum van het debuutalbum was voor een zeer groot deel afhankelijk van de verkoop van merchandise, aangezien de band financieel afhankelijk is van de fans.

## Hell Frost (2011)
Op 28 juli 2011 had The Unguided twee liveoptredens achter de rug: Grand Rock Festival in Zweden en Getaway Rock Festival in Zweden. Tijdens deze twee liveconcerten werden er een aantal nieuwe nummers gespeeld die onderdeel uitmaakten van het debuutalbum dat gepland stond voor het einde van dat jaar. Zo werden de nummers Green Eyed Demon en Pathfinder van de Nightmareland EP gespeeld en hun nieuwe single Betrayer of the Code ontbrak ook niet. De namen van de nieuwe nummers die gespeeld werden waren als volgt: Phoenix Down, Serenade of Guilt, Iceheart Fragment en Inherit the Earth. 
Het debuutalbum Hell Frost werd op 30 november 2011 uitgebracht.

## The Unguided (2012-)
Volgens Sjunnesson zijn de plannen voor 2012 om een ep en wellicht een full-lengthalbum uit te brengen. 
Op 13 januari werd de langverwachte muziekvideo van de single Phoenix Down gelanceerd. Op dezelfde dag kwam er een pakket met verschillende merchandise uit en drie verschillende uitvoeringen van de single Phoenix Down. Op 23 april werd de zo genoemde 'pledge campaign' gestart. Met deze actie was het de bedoeling om geld op te halen voor een tweede video, ditmaal voor het nummer Betrayer of the Code.
Drummer John Bengtsson stapte volgens een officieel bericht 23 mei, van de band, uit de band. Een echte reden werd er niet gegeven, Bengtsson gaf alleen een korte verklaring. De band verklaarde ook dat er binnen afzienbare tijd een nieuwe drummer zal worden aangekondigd.
Net als de single Betrayer of the Code in 2011 werd in 2012 ook een nieuwe single op 16 juni aangekondigd. Deze single maakt deel uit van de "deluxe edition" van het album Hell Frost en heeft de naam Deathwalker gekregen.

## Bandleden
- Richard Sjunnesson - zang (2010 -)
- Roger Sjunnesson - gitaar, keyboard (2010 -)
- Roland Johansson - zang, gitaar (solo's) (2010 -)
- Henric Carlsson - basgitaar (2011 -)
- Richard Schill - Drummer (2012 -)

## Voormalig bandlid
- John Bengtsson - drums (2011 - 2012)

## Huidige live line-up
- Richard Sjunnesson - zang
- Roger Sjunnesson - gitaar
- Roland Johansson - zang, gitaar
- Henric Carlsson - basgitaar
- Richard Schill - drummer

## Discografie

### Single(s)
- Nightmareland ep" (2011)
- Betrayer of the Code" (2011)
- Phoenix Down" (video, 2012)
- Deathwalker (2012)

### Album(s)
- Hell Frost (30 november 2011)